# モビルスーツバリエーションの登場人物
モビルスーツバリエーションの登場人物（モビルスーツバリエーションのとうじょうじんぶつ）は、アニメ『機動戦士ガンダム』から派生したメカニックデザイン企画『モビルスーツバリエーション（MSV）』および『MS-X』に登場する架空の人物を解説する。
『MSV』の登場人物については、のちに追加設定が付与された者も多いため、人物ごとにまずは『MSV』のみによる設定を記載し、その後に箇条書きで追加設定を資料の発表順に記述する。
なお、『MS-X』に登場するモビルスーツ（MS）の名称は、監督の富野喜幸（現：富野由悠季）がテレビシリーズ『機動戦士ガンダム』制作中に全52話構想を記したメモ（通称トミノメモ）にある、作品に登場しなかったMSの名称を流用しており、人物も同じく流用する予定だったとされるため、便宜上「トミノメモ」の登場人物も本項で解説する。
『機動戦士ガンダム ギレンの野望』シリーズなどゲーム作品でキャラクターとして登場した際、声優のキャスティングが行われている場合には、併せて記述する。

## モビルスーツバリエーション

### 地球連邦軍

#### ギャリー・ロジャース
Gary Rogers
声：高木渉
階級は大尉。ジム・ライトアーマーに搭乗し、その機動性を生かした一撃離脱戦法を得意とする。
- ゲーム『機動戦士ガンダム ギレンの野望 ジオン独立戦争記』（2002年）では、痩せこけた顔の中年として描かれている。ダーク・ブルーのノーマルスーツを着用する。

#### フランシス・バックマイヤー
Francis Backmayer
声：飛田展男
階級は中尉。ジム・スナイパーカスタムのパイロットの1人。彼の搭乗したスナイパーは最も重武装とされ、大半のジム・スナイパーカスタムが同じ仕様に変更されている。
- ゲーム『機動戦士ガンダム ギレンの野望 ジオン独立戦争記』では、薄茶色の髪の美青年として描かれている。ダーク・ブルーのノーマルスーツを着用する。

### ジオン公国軍
以下の人物・部隊の詳細は各項目を参照。
- 黒い三連星
- シャア・アズナブル
- ランバ・ラル

#### アイザック・ウーミヤック
Isaac Umiyack
階級は大佐。グフ飛行試験型の開発の中心となる。
- ファイル式カード『機動戦士ガンダム MSVコレクションファイル【地上編】』（2000年）では、MSの飛行可能化計画を上申したのもアイザックであるとされる[2]。
- ウェブサイト『魂ウェブ』のコンテンツ「MS開発秘録」（2022年4月、協力：小田雅弘）では、突撃機動軍所属とされる[3]。また、グフ飛行型（H-4型）の爆発事故により更迭処分になったとされる[4]。

#### アルフレディーノ・ラム
Alfredeano Ram
地球攻撃軍キャリフォルニアベース直属支援戦闘MS中隊所属で、階級は少尉。
イアン・グレーデン中尉率いるザクキャノン中隊に所属し戦果をあげる。特に対地支援砲撃を得意とし、その命中率の高さからニュータイプの可能性を噂されるが、のちに否定されている。終戦はフロリダで迎え、サイド3に帰国している。
パーソナルエンブレムは「ザクキャノンの頭をしたペンギンの後ろに鮫がペイントされたロケット（正式名称無し）」を描いた独特な物である。

#### アンガス
階級は曹長。ジョニー・ライデン少佐が小隊編成で行動する際、エマァ・ダイス少尉とともにリック・ドムに搭乗し僚機を務め、左翼を担当する。
- 『MSV』当時は未発表であった設定で、設定担当であった小田雅弘が2017年にトイズプレス発行の雑誌『トイズアップ！』#18で連載していたコラム「ガンダムデイズ」の中で初めて公表した[5]。

#### イアン・グレーデン
Ian Graden
声：速水奨（ギレンの野望） / 松田健一郎（バトルオペレーション Code Fairy）
階級は中尉。軍籍番号はPM0513384612G。
入隊は早く、後方支援部隊に配属される。開戦前後はMS訓練部隊の教官を務め、重力下でのMS戦闘を教える。その後地球攻撃軍第2地上機動師団に配属されキャリフォルニアベース攻略戦に参加、同基地の守備隊員として活躍。戦功により中尉に昇進し、ザクキャノンからなる新部隊の中隊長となる。
航空機34機、車両71台、MS2機の輝かしい撃墜スコアを残し、30機を超えた際には最高司令部から褒章も授与されている。ケープカナベラル基地で終戦を迎え投降、翌年の10月には釈放されジオン共和国に帰国している。軍人には珍しく理論家であるとされ、先読みの利く人物で、戦後の調査ではニュータイプとしての素質があった可能性が報告されている。
搭乗機であるザクキャノンは、頭部アンテナが2本の「ラビットタイプ」であり、オリーブグリーンに塗装され、パーソナルエンブレムである「スパイダー（蜘蛛を図案化したもの）」が施されている。
- 書籍『マスターアーカイヴ 機動戦士ガンダム MSV エースパイロットの軌跡（以下「マスターアーカイヴ MSV」）』[注 1]では、宇宙世紀0051年にヨーロッパからの移民の家に生まれ、0068年に18歳で軍に志願したとされる。当初は補給部隊に配属されるが、希望が受理され宇宙戦闘機ゴブルのパイロットとして本国防空隊に転属。その後MSパイロットに志願、選抜試験や訓練過程を突破して教導機動大隊に配属され、ザクI A型に搭乗する。ここでの重力下戦闘訓練で卓抜した適正を示したことにより、重力下におけるMSの戦技開拓を主目的とするチームに抜擢、0078年には訓練教官に任命され、ブルー・グレーを基調としたザクII A型（のちにC型に改修）に搭乗する。開戦後のキャリフォルニアベース攻略戦ではザクII F型（ブレード・アンテナ付きで標準塗装）に搭乗し、車両11台を撃破してガルマ・ザビ大佐から勲章を授与される。
- ゲーム『機動戦士ガンダム バトルオペレーション Code Fairy』では、キャリフォルニアベース所属のエースパイロットとしてザクキャノン部隊を率いて登場。MSVにおける設定を踏襲しケープカナベラル基地へ転戦し終戦を迎える。本作では生年等は不詳とされる。キリー・ギャレットとは旧知のようで、彼女を「キラー・ハーピー」と呼ぶ。

#### エマァ・ダイス
女性。階級は少尉。ジョニー・ライデン少佐が小隊編成で行動する際、アンガス曹長とともにリック・ドムに搭乗し僚機を務め、右翼を担当する。ジョニーがエース部隊「キマイラ」に転属したあと、彼の高機動型ザクII（R-2型）を受け継ぐ。ただし、真紅の機体色は塗り替えている。
- アンガス同様、『MSV』当時未発表の設定で、「ガンダムデイズ」で初めて公表された。当時は女性であることしか決めておらず、名前は「日本サンライズのビデオオリジナルガンダム企画の頃」に付けたという[5]。

#### エリオット・レム
Eliot Lem
声：稲葉実
ジオニック社開発部所属。軍属の際の軍籍番号はMT029668322Z。
宇宙世紀0032年生まれでサイド1出身。地球連邦総合大学院を卒業後サイド3に移住し、ジオニックに入社。MS-02よりMSの開発に携わり、ザクIの開発から佐官待遇の軍属として出向する。テスト・パイロットとしても活躍し、高機動型ザクIIRP型（少佐待遇）、R-1、R-2型（中佐待遇）のテスト・フライトにも参加している。その後ジオニック社に戻り、通称ザクIII（R-3型）の開発の中心となるが、新型機の開発をよそに独自のテーマを研究していたという。
終戦はサイド3で迎え、戦後もサイド3への残留を望むが、地球連邦政府の要望により、地球で連邦軍技術本部付き士官となる。なお、私生活ではスポーツマンであったとのこと。
- プラモデル『パーフェクトグレード MS-06S ザクII』（1999年）付属説明書によれば、ザクII S型の開発にも携わっているが、その開発を通じてMS自体の性能向上の必要性を痛感して上申しており、S型（後期型）が20機程度生産された時点で開発プロジェクトから離れ（携わった期間は実質3か月程度）、次期主力MSの開発プロジェクトに移籍したとされる。それでも、開戦を挟む数週間は後方での生産や整備計画の陣頭指揮を執る局面もあったらしく、みずからS型の最終調整や受け渡しに出向くこともあったという。中でも、シャア・アズナブル大尉（当時）へのS型授受の際には特に念入りな調整をほどこし、操作法をレクチャーしたといわれており、公国軍のプロパガンダとしても喧伝されている。
- 漫画『ガンダムパイロット列伝 蒼穹の勇者達』（2001年）では、当初はサイド1で父親のコロニー外壁補修の仕事を手伝っており、風貌も骨太の労働者風に描かれている。推薦により地球の連邦総合大学に入学、在学中にその才能を見込まれジオニック社から勧誘を受ける。同郷のアネットと結婚し、娘ジェニファーをさずかる。ドムやゲルググといった新型機が開発された後もザクにこだわり続け、終戦時に開発していたザクはR-2型の5倍以上のパワーがあったという。戦後は家業に戻ってサイド1のコロニー外壁の補修工事の現場で働く。
- 漫画『Developers』（2001-2003年）では、MS-04の開発に関わるほか、各種テストにも携わっている。学究肌の技術者兼テスト・パイロットとして描かれている。
- ゲーム『機動戦士ガンダム ギレンの野望 ジオン独立戦争記』では、銀髪の痩せた中年として描かれている。
- 漫画『虹霓のシン・マツナガ』（2012-2017年）では、一年戦争初期（ルウム戦役後、第1次地球降下作戦前）に月のグラナダで黒い三連星によるザクII S型の実働テストをおこなうかたわら、高機動型ザクIIも開発中であり、シン・マツナガを試作型（RP型）のパイロットに任命。ランバ・ラルも巻き込み、マツナガと因縁深い黒い三連星との模擬戦を企画する。末期にはグラナダで研究に使用していたR-1型の余剰機をR-1A型に改修してマツナガに譲るが、このときまで一貫して少佐とされている[7]。また過去の回想では、ヅダとのMS制式採用試験を競ったYMS-05に搭乗している。
- 各作品とも、風貌に口髭がある点は共通している。

備考
- MSVの設定を担当した小田雅弘曰く、風貌のイメージはドイツの戦闘機パイロット、アドルフ・ガーランドであり、書籍『講談社ポケット百科シリーズ33 機動戦士ガンダム モビルスーツバリエーション2 ジオン軍MS・MA編』（1984年）に掲載されたイラストは明らかに彼の写真をもとにしている。

#### エリック・マンスフィールド
Eric Manthfield / Eric Monthfield
ジオン本国防衛本隊所属で、階級は中佐。グレーのロービジリティーパターンに塗装され、ブレードアンテナが側頭部に配置された高機動型ザクII（R-1A型）に搭乗していたことで知られる。
- 書籍『戦略戦術大図鑑』（1991年）では「1年戦争エースパイロット名鑑」に取り上げられた。MS撃墜数156機、艦船撃墜数3隻とされ、これはジオン公国軍第4位の記録である。搭乗機はザクI、ザクII S型、ゲルググS型とされた。
- ゲーム『GUNDAM TACTICS MOBILITY FLEET0079』（1996年）では、宇宙世紀0079年10月15日、地球へ降下するキシリア・ザビ少将が搭乗するザンジバル級機動巡洋艦の護衛任務に就いている。風貌は細身の中年男性として描かれている。
- 漫画『機動戦士ガンダム ギレン暗殺計画』（2007-2010年）では、長髪の美青年として描かれた。ギレン・ザビ親衛隊MS部隊隊長として、主に部隊の指揮と育成を任されていたようであり、本作ではMSに搭乗するシーンは描かれていない。
- 『MSV-R』（2013年）では、ザクII S型ではなくFS型が設定された。少佐時代の搭乗機とされる。

#### カーミック・ロム
Carmice Rom
地球攻撃軍第5地上機動師団第2MS大隊所属で、階級は大尉（終戦時）。ザク・デザートタイプに搭乗し、「アラビアン」と呼ばれるランプの精霊風の衣装の女性のイラストに "MAGICIAN’S DREAM" の文字が配されたパーソナル・エンブレムをもつ。中東西部に侵攻し、のちに編成された遊撃隊「スコルピオ」では隊長を務め、「アラビアン」は部隊マークとして使用されている。サイド2出身だが、戦後は開発が再開されたサイド7に移住している。
なお、「スコルピオ」にはザク・デザートタイプのほかにグフも配備されている。また、「アラビアン」が使用された機体としてドム・トロピカルテストタイプが挙げられている。

#### ギャビー・ハザード
Gabby Hazard / Gyabee Hazard
声：小杉十郎太
突撃機動隊所属で、階級は中佐。わずか4機しか生産されなかった高機動型ザクII（R-2型）を受領し、グラナダ周辺への戦力集結の際に部隊配属されている。その後ア・バオア・クー攻防戦に参加したと推測されている。パーソナルカラーは茶と黒を基調とする。
- 『機動戦士ガンダム 戦略戦術大図鑑』（1991年）では「1年戦争エースパイロット名鑑」に取り上げられた。MS撃墜数138機、艦船撃墜数2隻とされ、これはジオン公国軍第6位の記録である。搭乗機はザクI S型、ザクII FS型、ザクII R-2型とされた。
- ゲーム『GUNDAM TACTICS MOBILITY FLEET0079』（1996年）では、宇宙世紀0079年9月12日、月軌道上でガデム大尉が搭乗するパゾク級輸送艦パプア（本作にはパプア級補給艦は登場しない）の護衛任務に参加している。なお容姿はアメリカ先住民系のバンダナ姿の壮年として描かれている。
- ゲーム『機動戦士ガンダム ギレンの野望 ジオン独立戦争記』では、黒髪の青年として描かれている。また本作オリジナルの専用の高機動型ゲルググ（ifルートでは高機動型ギャン）も登場する。
- 『MSV-R』ではザクI S型でもザクII FS型でもないザクII S型が設定された。少佐時代の搭乗機とされる。
- 書籍『マスターアーカイヴ MSV』[注 1]では、バズーカの名手とされる。宇宙世紀0075年に国防軍に志願し、教導機動大隊に編入されザクIに搭乗。0078年10月の国軍分割の際には宇宙攻撃軍に配属、MS隊の小隊長となりザクI Q型を受領する（通常のザクIと同じ塗装）。翌年のルウム戦役では巡洋艦2隻、航宙機13機を撃破し、ドズル・ザビ中将から勲章を授与され、少尉から2階級特進して大尉となる。程なくして突撃機動軍に異動、ザクII S型を受領して地球降下作戦の護衛や衛星軌道上の哨戒任務に従事する。6月にはグラナダ守備隊へ転属、高機動型ザクII（R-1A型）を受領するが（この時からジャイアント・バズを携行）、僚機のミスによる接触事故で脚部ユニットを全損する。代替機としてリック・ドムに搭乗するが、2週間後にはR-2型を受領している。大戦末期には増援部隊としてア・バオア・クーに異動、同要塞防衛戦に参加するも未帰還。目撃証言により戦死が認定されるが、疑問視する者も少なくない。

#### キリー・ギャレット
Killy Garrett / Killy Gallet
声：植田佳奈
地球攻撃軍所属で、階級は少佐。北米キャリフォルニアベースにて、彼女のパーソナル・エンブレムである「ハーピー」が描かれた陸戦型ザクII（J型）が確認されている。
- ゲーム『機動戦士ガンダム バトルオペレーション Code Fairy』では、主人公アルマ・シュティルナ―が所属するキシリア直属の秘匿部隊「ノイジー・フェアリー」の隊長として登場する。ゆるいウェーブの長い金髪の美女（アルマから「すっごい美人」と言われる）として描かれている。また、乗機はJ型ではなくS型とされる[16]。一年戦争緒戦で活躍し、「ハーピー」の2つ名で呼ばれ、キャリフォルニアベース防衛隊隊長も務めるが、ノイジー・フェアリー隊創設にともないパイロットを辞している。連邦軍のキャリフォルニアベース攻略の際にはふたたび防衛隊の指揮を執り、陥落後に投降する。
- 後年（上記ゲーム発売後）の小田のSNSでの発言によれば「それほど可愛げのある女」ではなく、地球方面軍から突撃機動軍に転属となり、本国教導大隊のハンナ教官とともにアサクラ大佐のもとで、キマイラ隊の第2次編成におけるパイロット選出補佐の任に就くとされ、上記ゲームと異なる[17][18]。

#### サイラス・ロック
Silas Locke
地球攻撃軍第4地上機動師団所属で、終戦時の階級は中尉。「グフレディ」（ビキニアーマーの女性によるグフのコスプレ）のイラストをパーソナル・エンブレムとしていることでも名高い。東南アジアでの制圧地域拡大で大きく戦功を挙げ、特に対戦車戦では連邦軍からも高く評価される。終戦直前の連邦軍MSとの戦闘で行方不明となる。

#### ジェラルド・サカイ
Gerald Sakai
声：池田勝
突撃機動軍所属で、軍籍番号はPM0492378642A。
宇宙世紀0049年にサイド3で生まれ、学生時代に工学を専攻。0073年に入隊し、予備パイロットの訓練を受け、第1次編成のMS機動部隊に配備される。ルウム戦役では戦場任官で少尉に昇進。当初はザクII F型、のちにリック・ドムを乗機とする。
その後グラナダへ転属し技術士官となるが、一年戦争末期には大尉としてエース部隊「キマイラ」に配属され、ゲルググキャノンを乗機とする。しかし、終戦はサイド3で迎えている。
- ゲーム『機動戦士ガンダム ギレンの野望 ジオン独立戦争記』では、黒髪で黒人の青年として描かれ、階級は曹長で登場している。
- 漫画『ジョニー・ライデンの帰還』では、0090年にも健在でサイド3のジオン共和国におり、「キマイラ」に情報を送っている。回想での当時の風貌は『ギレンの野望』を踏襲している。
- 漫画『虹霓のシン・マツナガ』ではゲルググキャノンに搭乗し、「キマイラ」の一員としてキシリア・ザビの直命による「反乱分子」シン・マツナガ拘束の任に就いている。風貌は『ギレンの野望』を踏襲し、冷静で落ち着いた性格として描かれた。

#### ジョニー・ライデン
Johnny Ridden
声：井上和彦
突撃機動軍所属で、階級は少佐（のちに終身中佐）。軍籍番号：PM056330279A。
紅（クリムゾン・レッド）と黒をパーソナルカラーとし、「真紅の稲妻」の異名を持つ。そのため同じ赤系統のパーソナル・カラーを持つ「赤い彗星」ことシャア・アズナブルと戦場では誤認されることが多かったという。また、黄色いユニコーンをモチーフにしたパーソナル・エンブレムをもつ。
宇宙世紀0056年にサイド3第一次移民の3世として生まれた、ジオンでは珍しいアメリカ系。22歳でジオン共和国国防軍に志願。兵学校を卒業後、MSパイロットとして配属される。一週間戦争では曹長としてザクII C型に搭乗。続くルウム戦役において戦艦3隻を撃沈し、その功績により大尉に昇進。乗機もザクII F型に乗り換えており、パーソナル・カラーはこのときから用いられる。
多くのゲリラ作戦で功績を挙げ、少佐に昇進するとともに高機動型ザクII（R-2型）を受領する。ムサイ級「プリムス」と僚艦1隻からなる第8パトロール艦隊（第2方面軍特務中隊）、通称プリムス艦隊のMS戦闘隊長となり、外洋パトロール艦隊の中でもっとも早く連邦軍のMSと交戦し撃破する。この期間に挙げた戦果は、戦艦2隻、巡洋艦4隻、MS5機と伝えられる。
その後突撃機動軍付けの本国要請によりグラナダへ召喚され、ザンジバル級「キマイラ」を旗艦とするエース部隊に転属となり、高機動型ゲルググおよびゲルググキャノンを乗機とする。暗礁宙域での慣熟訓練ののち、第1中隊長となる。同隊はア・バオア・クー防衛戦に参加するが、その際に行方不明となり終身中佐に昇進、軍籍を外される。
- 『サイバーコミックス』03-04（1988年）掲載（のちに『ガンダムジェネレーション3』（1990年）に再録）の仁木ひろし・小林誠の漫画『Jupiter Mirage』では、宇宙世紀0082年に一年戦争終戦を知らぬまま、ニュータイプの少女ティタと共に宇宙巡洋艦アリアに搭乗し木星圏を航行している。ジュピター・ザクに搭乗し、ヘリウム3を輸送する連邦軍の木星船団への襲撃や、自らのコンプレックスにより具現化した幻影「ジュピターミラージュ」と交戦する。またシャアに対してコンプレックスを抱き、ティタに恋愛感情を抱きながらも、シャアと肉体関係にあった彼女に苛立ちをぶつけている。なおその容姿は黒髪の青年として描かれている（仁木ひろし版）。以上の通り、名前以外にMSV設定との共通点はない。
- ゲームブック『機動戦士ガンダム0080 消えたガンダムNT』（1989年）では、一年戦争末に専用のパーフェクトジオングに乗って登場。宇宙でクリスチーナ・マッケンジーの乗る「ガンダムNT」と交戦するが、OVA『機動戦士ガンダム0080 ポケットの中の戦争』とは展開が異なる。
- 漫画『機動戦士ガンダムF90』（1990年-）において製作に参加した山口宏は、ムックのコラムにおいて、『ガンダムF90』のSDクラブ掲載版におけるオールズモビルの総帥はジョニー・ライデンとする設定であった旨を語っている[25]。
- 書籍『機動戦士ガンダム 戦略戦術大図鑑』（1991年）では、「1年戦争エースパイロット名鑑」に取り上げられ、MS撃墜数185機、艦船撃墜数6隻とされ、これはジオン公国軍第3位の記録である。しかしMSV設定では上記の通り艦船撃墜数を合計すると最低でも9隻となる。搭乗機はザクII C型が記されていない以外はMSV設定と同一。
- 漫画『アウターガンダム』（1992年）では、ソロモン防衛戦の際に出撃し、その際に「相棒」のザクIIの残骸に別れを告げている。作中で描かれているのは乗機の高機動型ザクII（R-2型）のみで、容姿は不明。
- ゲーム『GUNDAM TACTICS MOBILITY FLEET0079』（1996年）では、宇宙世紀0079年10月15日、キシリア・ザビが座乗するザンジバル級「キマイラ」の地球降下を護衛、11月9日には、キシリア・ザビ直属の精鋭部隊によるV作戦阻止任務（サイド7特殊攻撃）に参加している。なお、容姿は金髪の神経質そうな青年として描かれている。
- 『コミックボンボン夏休み増刊号』（1997年9月）掲載のおとといきたろうの漫画「ジオンの赤い稲妻 ジョニー・ライデン」では、サイド4に不時着したジョニーが、連邦・ジオン合同の脱走兵の横暴に苦しむ現地の子供達を救出する様子が描かれた。一人称は「私」であり、紳士的な好男子である。
  - 同誌に掲載された 馬場康士の漫画「DEAD ZONE」（上記とものちに『ガンダム短編集』（2006年）に再録）では「ジョニー」という主人公が登場するが、「ジョニー・ライデン」とは一切書かれていないにもかかわらず彼であると認識している人が少なくない。元ジオン公国軍の主人公は宇宙世紀0082年、アナハイム社系列の開拓公社の労働者として、作業用に改造されたザクII F2型のパイロットとして生活するが、一年戦争時に地球で難民キャンプを襲撃して多数の民間人を虐殺してしまったこと、犠牲者の中に看護師として働いていた恋人も含まれていたことから酷いPTSDを発症し、やつれ果てた姿を見せている。容姿は金髪痩身の美青年である。
- 雑誌『コミックジャパン』Vol.1（1997年11月）掲載の沖一の漫画「新・エースパイロット列伝 ジョニー・ライデン編」（のちに『ガンダムパイロット列伝 蒼穹の勇者達』（2001年）に再録）では、少年期にキシリア・ザビに助けてもらった過去があり、最期まで彼女を敬愛し続け戦場に散った姿が描かれている。ア・バオア・クー防衛戦では高機動型ゲルググに搭乗し、陥落間際にキシリア・ザビが座乗するザンジバルが発進したゲートが最期の地とされている。なお容姿は茶色の長髪の青年として描かれていた。
- ゲーム『機動戦士ガンダム ギレンの野望』（1998年）では、軽い口調の金髪の美青年とされ、以降の作品ではシン・マツナガとともにMSVを代表するエースパイロットとして登場するようになった。シャアやマツナガとのイベント会話もある。ifシナリオでは、キシリア・ザビ率いる「正統ジオン」に所属する。
- 漫画『機動戦士ガンダム外伝 宇宙閃光の果てに…if』（2005年）では、ア・バオア・クー防衛戦の際、高機動型ゲルググで第16独立戦隊サラブレッド隊と戦闘するシーンが描かれている。ガンキャノン1機を小破させるが、同隊の反撃を受けて後退する。
- ゲーム『SDガンダム GGENERATION DS』（2005年）では、ア・バオア・クー防衛戦で参入するが、反乱を起こしたキシリア・ザビに対しシャア・アズナブルやシーマ・ガラハウと協力し、やむなく敵対するif展開になる。一年戦争終結後はシン・マツナガとともにデラーズ・フリートへの参入か、アクシズに逃れるか選択する。その後はシャア（クワトロ・バジーナ）やマツナガと一緒にエゥーゴに参加する。
- OVA『GUNDAM EVOLVE ../9』（2006年10月）では、グリプス戦役を舞台として、「ジョニー」というエゥーゴ、あるいはカラバに入り、ニュータイプ専用機レッド・ゼータのパイロットとして搭乗する予定だったが、薬物投与の後遺症からリタイアを余儀なくされたパイロットの存在が[要出典]、「グレイ・ウルフ」（後述）によって語られる。もともとニュータイプとしての素養に期待がかけられていたようである。
  - 書籍『ガンダムMSグラフィカ』（2006年12月）の「Z GUNDAM」では上記OVAの後日談として、宇宙世紀0097年にフリーランスの傭兵として復帰し、コード・ネーム「ライトニング」を名乗り活躍する「ジョニー」の様子が描かれている。また「HYAKUSHIKI」ではジョニー・ライデンのパーソナル・エンブレムが半分見える赤いΖガンダムと思われる機体がアナハイムの社員と写っている写真が掲載されている。
- 漫画『機動戦士ガンダムMSV戦記 ジョニー・ライデン』（2006年10月）では、ジオン軍のエースとしてのジョニー像はジオン軍の捏造であるという解釈のもと「戦争参加に積極的でない反ザビ家思想の持ち主」として描かれている。ア・バオア・クー防衛戦では「真のMS-06R-2」と称される「フルバレットザク」に搭乗する。戦後、ジョニー・ドップの偽名で地球の町の復興に携わるが、シン・マツナガの要請によりDr.Q率いる「真・ジオン公国議会」の野望の阻止のために三度R-2型に搭乗する。鎮圧後は戦死扱いとされ失踪している。
- 漫画『MSV-R ジョニー・ライデンの帰還』（2010年6月-）では、宇宙世紀0090年を舞台に、『MSV-R』に登場する歴史に埋もれたメカニックの解説とジョニーの行方の解明を織り交ぜて描いた内容となっている。また、これまで多様に生み出されたジョニーの人物像は、想像や別人を含んで入り混じった上での推測と解釈されている。

- 『MSV-R』（2010年8月）では、新たに専用機としてザクII S型が設定された。R-2型の直前まで搭乗していたとされる。パーソナル・カラーはS型に機種転換後、功績により認められて以降とされており、MSV設定と異なる。
- ゲーム『機動戦士ガンダム サイドストーリーズ』（2014年）のシナリオ「ミッシングリンク」では高機動型ゲルググに乗り、ア・バオア・クー防衛戦でマルコシアス隊と共闘してマゼラン級戦艦3隻からなる連邦軍艦隊を殲滅する。また、同隊隊長のヴィンセント・グライスナー曹長にキマイラ隊の予備機のゲルググ高機動型R型を回したのも彼である。なお、階級は大尉とされている。
- 漫画『MSV-R 虹霓のシン・マツナガ』（2016年）では高機動型ゲルググに乗り、「キマイラ」の隊長としてキシリア・ザビの直命による「反乱分子」シン・マツナガ拘束の任に就いている。マツナガのザクII FS型を速攻で仕留め任務を全うするが、護送先のサイド3ズム・シティでマツナガが逃亡。ゲルググJとの一騎打ちでは互角の戦いを繰り広げるが、デギン・ザビ公王のロイヤル・ガードの介入により勝負はつかずに終わる。
- 書籍『マスターアーカイヴ MSV』[注 1]（2018年）では、公国軍広報の発表によれば、スコットランド貴族の末裔に当たる由緒ある血筋とされ、西暦1999年の貴族院法の改正により伯爵家としての権威を失った先祖がアメリカへ移住。曽祖父の代でオーストラリアに渡り、祖父がサイド3に移民したという。
- 「MS開発秘録」では、本名はジョナサン・ライデンであるとされ、突撃機動軍第403機動歩兵大隊所属とされた。また、シャア専用機との誤認は、あえて軍部が放置していたことが戦後明らかになったとしている[26]。
- スマートフォンゲームアプリ『機動戦士ガンダム U.C. ENGAGE』[注 6]のイベント「0079 真紅の稲妻」（2022年7月）では、一年戦争終結から5年後に、ジャーナリストとなったカイ・シデンが、元ジオン公国軍総帥府賞勲局付のシェーラ・グレイマー特務中尉にジョニーについて取材をおこなう。カイは、「真紅の稲妻」を目撃あるいは撃墜したとする連邦軍側の複数の記録・証言から、総帥府がプロパガンダのために複数の赤い機体と「真紅の稲妻」を名乗る兵士を用意したのではないかとする説を語る。またキマイラ隊についても、同隊がア・バオア・クーにて全滅したとの符牒を合図に、総帥府が意図的に複数の攪乱情報を流したのではないかと語る（ムービーでは、ジョニーは巨大プラント船「ミナレット」を部下に託し、単機でア・バオア・クーに向かっている。また、美樹本晴彦によって素顔が描かれた）。シェーラは、ジョニーは生きているであろう、「ジョニー・ライデンの帰還」を待っている者がいる限り、いつかふたたび戻ってくる時もあるだろうと述べる。

備考
- バンダイのガンプラのテレビコマーシャルで、ライデンのR-2型が率いるMS部隊がフルアーマーガンダム部隊と交戦する場面をプラモデルで映像化したものがあり、ナレーションでも名前が呼ばれたことから、アニメ未登場のMSV登場人物の中では比較的高い知名度を持った。
- 名前の由来は、小田雅弘曰く、旧日本軍の戦闘機雷電で、紫電改→カイ・シデンに対する語呂合わせである。ロック歌手のジョン・ライドン（旧名ジョニー・ロットン）については、小田は「ちょっとは関係あるかも」と発言したこともあるが、のちに「ほぼ関係ない」と否定している。
- キャラクターそのもののモデルは、川口克己曰く、第二次世界大戦時のドイツの戦闘機パイロット、ヘルマン・グラーフとされるが、もともと小田は派手目なキャラクターにするつもりはなく、ぼんやりと「金髪の大男で気のいい田舎者」をイメージしていたという。
- 『コミックボンボン』誌上でライデンのR-2型の作例を手がけた草刈健一によれば、最初に作例を発注された際に「レッド・バロン（ドイツの撃墜王マンフレート・フォン・リヒトホーフェンの愛称）」のようにしてくれという直球のオーダーがあったという。ただし小田によれば、赤いパーソナル・カラーの元ネタは「レッド・バロン」ではなく、彼にあやかって整備員により乗機を赤く塗装されたヴォルフガング・シュペーテであり、増尾隆幸がデザインしたR-2型に記された"RB"のイニシャルおよびユニコーンのエンブレムはあからさま過ぎて納得していないという。
- R-2型の後にゲルググを愛機としたという設定は、R-2型のプラモデルが売れたためにライデンの機体を増やせないかとの要望によるものである。

#### シン・マツナガ
Shin Matsunaga
声：中村秀利 → 遠藤大智
宇宙攻撃軍所属で、最終階級は大尉。軍籍番号はPM055767441S。「ソロモンの白狼（はくろう）」の異名をもち、白をパーソナル・カラーとする。パーソナル・エンブレムも「白狼」をモチーフとする。
宇宙世紀0055年生まれ。ジオンにおける日系の名家マツナガ家の長男で、同家で軍人になったのは彼だけである。一年戦争直前にジオン公国軍に入隊、一週間戦争では一等兵としてザクII C型で出撃。ルウム戦役では、直属の上官の戦死により戦場任官される。これらの戦いで戦艦1隻、巡洋艦5隻という戦果を挙げ、2階級特進で中尉に昇進、ザクII F型を受領する。ドズル・ザビ中将が専用のザクII F型で戦場に出る際には護衛に就くようになる。戦場任官であるために規定により士官学校に一時入学、すぐに卒業し大尉に昇進、高機動型ザクII（R-1A型）を受領している。ソロモン防衛戦の際にはサイド3に召喚されていたため参加しておらず、そのまま終戦を迎えたとされる。
- 『コミックボンボン』で連載された短編漫画「エースパイロット列伝」（1984年）では、ルウム戦役でドズル中将のザクII F型の護衛に就きながら、マイヤー少尉とともに巡洋艦5隻を撃沈したとされる。さらにこの時点で中尉とされており、上記の設定と異なる。なおこのときに彼とマイヤーが搭乗しているザクIIは、モノアイ正面にザクIと同様の支柱がある（C型かF型かは不明）。またその後はソロモン防空本隊の隊長を務めるが、ソロモン攻防戦の際のサイド3召喚の理由は新型MS受領のためとされる。
- 『機動戦士ガンダム 戦略戦術大図鑑』（1991年）では、一週間戦争では第2制宙師団MS大隊所属とされ、白く塗装されたザクIIに搭乗し、ブリティッシュ作戦の護衛を務めたとされており、MSV設定とは異なる。核バズーカにより戦艦1隻、巡洋艦3隻を撃沈。「1年戦争エースパイロット名鑑」にも取り上げられ、MS撃墜数141機、艦船撃墜数6隻とされ、これはジオン公国軍第5位の記録である。搭乗機はザクII F型、ゲルググJとされた（高機動型ザクIIは巻頭カラー頁に掲載）。またソロモン攻防戦では生死不明の扱いとされる。
- ゲーム『GUNDAM TACTICS MOBILITY FLEET0079』（1996年）では、宇宙世紀0079年10月10日、ソロモンからルナツー襲撃を行う部隊に配属される様子がうかがえる。
- 初期の『マスターグレード』のプラモデル（1996年）では、彼が搭乗した高機動型ザクIIを「MS-06R-1」としており、機体の塗り分けもR-1A型と異なっている。また説明書では、撃墜スコアの多くはF型に搭乗していた頃のものとされ、ドズル・ザビ玉砕の報に接した際に「男泣きに泣いた」という。
- 漫画『ガンダムパイロット列伝 蒼穹の勇者達』（1997年）では、幼少の頃からドズル・ザビやガルマと親交があったとして描かれている。一週間戦争ではブリティッシュ作戦実行部隊の護衛を務め、ルウム戦役では戦死したグリーンバーガー中尉に代わり第6中隊の指揮を引き継ぐ。第1次地球降下作戦にも参加し、『戦略戦術大図鑑』でドズルが降下一番乗りを果たした者に譲るとされた秘蔵のワインをガルマ経由で受け取っている。ソロモン攻防戦直前の彼を含む士官らの本国への召喚はギレン・ザビ総帥の陰謀とされ、拘束直前にキリング中将の手の者により救われ、ギレン派によってア・バオア・クーに移送されていたゼナおよびミネバ・ザビを救出しシャトルで脱出している。
- ゲーム『機動戦士ガンダム ギレンの野望』（1998年）にも登場し、ジョニー・ライデンとともに『MSV』を知らない年齢層にもエースパイロットとして知られることとなった。同シリーズの『ジオン独立戦争記』などでの、「ガルマ・ザビが生存し独立勢力となっていたら」という「新生ジオン」のifシナリオでは、ドズルと共にガルマの配下となる。また同作品ではゲームオリジナルの専用の高機動型ゲルググ（ifルートでは高機動型ギャン）も登場する。
- ゲーム『機動戦士ガンダム めぐりあい宇宙』（2003年）ではifシナリオが用意されており、病気を理由に本国からの召集命令に応じずソロモン防衛戦へ参加。のちにゲルググJに搭乗しア・バオア・クー防衛戦でも活躍する姿が描かれている。
- 漫画『機動戦士ガンダムMSV戦記 ジョニー・ライデン』（2006年）では、宇宙世紀0082年のジオン残党「真・ジオン公国議会」の鎮圧作戦の際にジョニー・ライデンと共闘する。搭乗機はパーソナル・カラーの高機動型ザクII（R-2型）。
- OVA『GUNDAM EVOLVE ../9』（2006年）では、グリプス戦役中にカラバの傭兵として「グレイ・ウルフ」のコード・ネームで呼ばれるパイロットがグレイ・ゼータに搭乗している。かつてはジオン公国軍のエースパイロットとして名をはせたとされ[33]、口髭と顎髭を生やし、「白い狼」のパーソナルエンブレムをもつ。巨大可変モビルアーマー・ゲミヌスとの戦闘で死亡する。声は中田譲治、キャラクターデザインは安彦良和[33]。
- プラモデル『マスターグレード MS-06R-1A シンマツナガ専用ザク Ver.2.0』（2008年）の説明書では、一年戦争後はサイド3で戦後処理や祖国の復興に尽力したとされる。
- 『MSV-R』（2013年）では、新たに専用のザクII FS型が設定された。中尉時代にF型から機種転換したとされる。
- 漫画『機動戦士ガンダムMSV-R 虹霓のシン・マツナガ』（2012-2017年）では、一年戦争開戦から終戦までの彼の活躍が新たなエピソードも交えて描かれた。なお新たに搭乗機として追加されたのは、試製高機動型ザクII（RP型）とリック・ドム。またソロモン攻防戦直前のサイド3行きは召喚ではなくドズルの密命によるもので、デギン・ザビ公王への増援要請とされた。

- ゲーム『機動戦士ガンダム U.C. ENGAGE』[注 6]のイベント「ソロモンの悪夢」では、ソロモン戦直前にドズルよりサイド3への召喚命令が下されるが、ドズル出撃後に高機動型ザクIIを駆って右翼の守備隊と合流。しかしダメージを負って戦線を離脱する。イベントクリア後の短編アニメ（サンライズ制作）では、ドズルの無念を晴らすことを誓いつつドロワに帰投する。
- 「MS開発秘録」では、白いパーソナル・カラーは戦闘宙域であえて自機に注視を集めるためであったとされる。また、ソロモン防衛戦後の軍籍は本国防衛隊預かりとなって終戦を迎えたとされる[34]。
- 各作品とも、口髭と顎髭を生やした風貌は共通する。ただし一年戦争初期については、「エースパイロット列伝」では髭を生やしているが、『戦略戦術大図鑑』では生やしていない。『虹霓のシン・マツナガ』では、一年戦争初期は髭を生やしておらず、ソロモン赴任以降に生やしている。

備考
- 小田雅弘曰く、赤をパーソナル・カラーとするジョニー・ライデンが人気を博したため、「紅白でしょ？」ということで設定された。「エースパイロット列伝」における風貌のイメージは千葉真一であった。

#### トーマス・クルツ
Thomas Cruz
声：中尾隆聖
軍籍番号はEX0570042196G。
宇宙世紀0057年生まれ。地球出身で連邦空軍に所属するが、家族がサイド3出身であることから一年戦争勃発と同時にジオン公国に亡命。公国軍入隊後は地球攻撃軍第5地上機動師団に配属される。陸戦型ザクIIとグフを乗機とし、ゲリラ部隊「G-27」で戦功を上げる。その後エース部隊「キマイラ」に配属となる（当時の階級は中尉）。迷彩塗装のゲルググキャノンを駆りア・バオア・クー攻防戦に参加するが戦死。
- 漫画『ガンダムパイロット列伝 蒼穹の勇者達』では、実直な青年として描かれている。連邦軍所属時代（階級は軍曹）に教官グレアム・クライトン特務曹長に裏切られ、ロイ・グリンウッド少佐の部隊からMSを奪取したことを契機にジオン軍に所属。ゲリラ部隊「G-27」の一員として最前線で戦果を挙げる（階級は同じく軍曹）。故郷に立ち寄った際、クライトンの仕掛けた罠により隊長であり恋人となるジャニス・マコンネルを失う。その後宇宙に上がり、ア・バオア・クー攻防戦にてクライトンとの死闘の果てに相討ちとなる。

- ゲーム『機動戦士ガンダム ギレンの野望 ジオン独立戦争記』では、不敵な笑みを浮かべた（これは『MSV』でのイラストとも共通する）神経質そうなマッシュルームカットの目つきの悪い青年として描かれ、大尉として登場している。またifルートでは専用のゲルググキャノンの代わりにギャンキャノンが登場する。

- 漫画『虹霓のシン・マツナガ』ではゲルググキャノンに乗り、「キマイラ」の一員としてキシリア・ザビの直命による「反乱分子」シン・マツナガ拘束の任に就いている。風貌は『ギレンの野望』を踏襲し、短気で好戦的な性格として描かれており、マツナガ機に発砲したことに激怒したジョニー・ライデンに殴られている。

#### ノーマン
Norman
「カラカル」所属。ロイ・グリンウッドの部下として、共に数々の戦闘をくぐり抜ける。

#### ビリー・ウォン・ダイク
Bille Won Daick
階級は大尉。グフ飛行試験型のテストパイロットとなり、アリゾナのフラットネイル基地で彼を中心とした6名が試験飛行をおこなう。テスト期間終了後も研究は縮小されて続行されているが、彼がその後の計画に参加したかは不明。

#### フランク・ベルナール
Frank Bernhardt
階級は少尉。グフ飛行型 (MS-07H-4)のパイロット。機体の完成から10日目、テスト中に突如機体が空中爆発を起こし、その際に命を落としている。
- 勁文社の書籍『機動戦士Ζガンダム大百科』（1985年）には、彼を題材にした短編小説「モビルスーツで空を飛んだ男」が掲載された。ビリー・ウォン・ダイクも上司として登場し、サラという婚約者がいることも記されている。ただし、乗機はグフ飛行試験型（MS-07H）になっているなど、MSV設定とはやや異なる（空中爆発で死亡するのは同じ）。

#### フレデリック・クランベリー
Frederick Cranberry
階級は大佐。プロトタイプドム、ドム・トロピカルテストタイプのテストパイロットを務める。
- ゲームブック『機動戦士ガンダム0079 灼熱の追撃』では、特殊攻撃隊「鉄のサソリ」の隊長としてゲルググキャノンに搭乗している。エース部隊として活躍するが、アフリカ戦線終結間際に友軍である第18補給基地を襲撃し、極秘データを持ち去る。しかし実際は、ギレン・ザビの特命を受けソーラ・レイを完成させるまでの陽動であり、ジョン・クエスト第2級整備兵によって撃墜され、真実を語った後に死亡している。

#### マサヤ・ナカガワ
Masaya Nakagawa
声：檜山修之
階級は中尉。ア・バオア・クーのEフィールド防空大隊に所属する。パーソナルカラーの濃淡ブラウンを基調に塗装され、頭頂部にブレードアンテナを持つ高機動型ザクII（R-1A型）に搭乗していたことで知られる。
- 氏名は初出である『模型情報』1984年6月号によるが、『機動戦士ガンダム モビルスーツバリエーション3 連邦軍編』（同年7月）では「マサキ・ナカガワ」とされている。

- ゲーム『機動戦士ガンダム ギレンの野望 ジオン独立戦争記』（2002年）では、日系の青年として登場している。またゲームオリジナルの専用の高機動型ゲルググ（ifルートでは高機動型ギャン）も登場する。

#### マルロ・ガイム
Malraux Gaim
地球攻撃軍第4地上機動師団所属で、終戦時の階級は中尉。ダーク・ブラウンに塗装されたグフを乗機とし、東アジア制圧で戦果を挙げる。彼の部隊は「チャイナレディ」または「チェリーボム」と呼ばれる、ミニのチャイナドレスを着た女性の後ろ姿のイラストに「Pretty Bomb!」と書かれたエンブレムを使用しているが、これはもともと同じ地区に駐留していた戦闘機隊「サイアミーズ・フィーバー」のものである。

#### ロイ・グリンウッド
Roy Greenwood
声：若本規夫
軍籍番号はPM045898156G。ドイツ系で、旧姓はグルンワルド。左眼にアイパッチを着けているのが特徴。
宇宙世紀0045年生まれ、サイド4出身。0067年に連邦総合大学ムーア分校を卒業、0078年に宇宙船事故で妻ケーティを失ったことを機にサイド3に移住し国防軍に入隊。亡き妻との間に、アマリアとリミアという二人の娘をもうけている。
MSパイロットとしての訓練後、突撃機動軍第1機動歩兵師団に配属され、ブリティッシュ作戦に参加。左眼を負傷し、失明は免れるものの、戦線復帰はルウム戦役のあととなる。復帰後は再編により地球攻撃軍第5地上機動歩兵師団に転属となり、第2次地球降下作戦で紅海沿岸に降り立つ。少佐として第1MS大隊A小隊、通称「カラカル」の隊長となる。リビア砂漠からスエズ運河西岸を作戦地域とし、北アフリカ戦線で反攻を試みる連邦軍に得意のゲリラ戦法で幾度となく奇襲をかける。アレキサンドリア基地で終戦を迎え、以降の消息は不明。
乗機は迷彩塗装が施されたザク・デザートタイプ（ダブルアンテナ）。のちにカラカル隊に配備されたドム・トロピカルテストタイプと熱帯戦用ドム量産型各2機のうち後者に乗り換え、「サンダーキャット」の異名をとる。
- ゲーム『機動戦士ガンダム ギレンの野望 ジオン独立戦争記』では、濃い藍色の短髪隻眼の壮年男性として描写されている。

- 漫画『機動戦士ガンダム MSV-R ジョニー・ライデンの帰還』では『MSV』を踏襲して一年戦争末期に消息不明になったとされ、劇中では娘のリミア・グリンウッドとアマリア・グリンウッドが登場している。

- 小田の協力による『魂ウェブ』の特設ページ「MS開発秘録」によれば、カラカル隊の部隊マークは大隊基地で兵士が飼っていたカラカルがモチーフであり、そのまま小隊の愛称として定着したとのこと[40]。ただし『MSV』ではカラカル隊の部隊マークは同隊のザク・デザートタイプの左上腕のシールドに描かれた「四つ葉のクローバー」とされており[41]、カラカルの頭部と稲妻をモチーフに "THUNDER CAT!" と記されたパーソナル・マークはアレキサンドリア基地のグフに見られたマーキングとされていた[42]。

#### ロバート・ギリアム
Robert Gilliam
声：堀川りょう
突撃機動軍所属で、階級は大佐。
わずか4機しか生産されなかった高機動型ザクII（R-2型）を受領し、グラナダ周辺への戦力集結の際に部隊配属されている。その後ア・バオア・クー攻防戦に参加したと推測されている。パーソナルカラーはスカイ・ブルーとクリーム・イエローを基調とする。
- 『機動戦士ガンダム 戦略戦術大図鑑』（1991年）では「1年戦争エースパイロット名鑑」に取り上げられたが、階級は大尉とされている。MS撃墜数115機、艦船撃墜数6隻とされ、これはジオン公国軍第8位の記録である。搭乗機はザクII S型、ズゴックE、ザクII R-2型、ゲルググS型とされた。

- ゲーム『GUNDAM TACTICS MOBILITY FLEET0079』（1996年）では、宇宙世紀0079年12月5日、旧サイド5暗礁宙域において、コロニーの残骸を利用した前線基地(茨の園の前身)の構築部隊を防衛するゲルググに搭乗し出撃している様子がうかがえる。なお容姿は茶色の短髪の中年として描かれている。

- ゲーム『機動戦士ガンダム ギレンの野望 ジオン独立戦争記』（2002年）では『戦略戦術大図鑑』の設定を踏襲して大尉とされ、灰色の短髪の青年として登場している。また同資料が初出のゲルググS型（ifルートではギャン先行量産型）も登場する。

- ザクII S型はその後『MSV-R』（2013年）によりカラーイラストと設定が追加された。またパーソナルカラーの由来はギリアムの大好物であるジェリービーンズに由来するという説が有力とされている。さらにギリアムはビグ・ルフのテストパイロットとして招聘されたとしている。

- 漫画『虹霓のシン・マツナガ』（2012-2017年）では、ギレン・ザビの親衛隊の一員とされている。ザクII R-2型（右肩に肉食恐竜の頭部の骨をモチーフとしたパーソナル・エンブレムが追加されている）でソロモンに入港、シン・マツナガをギレンのもとに引き抜こうと説得するが拒否される。その後ズム・シティに戻り、デギン・ソド・ザビへ和平交渉をはたらきかけようとするマツナガ議員（シンの父親）の暗殺に加担。ズム・シティから逃亡したシン・マツナガらを演習の名目でビグ・ルフで襲撃、マツナガのゲルググJと交戦となるが中破し撤退している。風貌は『ギレンの野望』を踏襲し、任務のためには手段を選ばない冷血漢として描かれた。なお、『MSV-R』の設定に準じてジェリービーンズを食べている描写が多い。

## MS-X

### 地球連邦軍

#### デン・バザーク
Den Berserk
声：速水奨
階級は大佐。42歳。
ジオン公国軍の兵器開発計画「ペズン計画」を調査する特殊工作部隊を率いる。また、ヘビーガンダムに搭乗したとされる。
- ゲーム『機動戦士ガンダム ギレンの野望 ジオン独立戦争記』では、浅黒い肌の青年として描かれている。制服のインナーにタートルネックを着用し、ベレー帽をかぶっている。

## トミノメモ

### 地球連邦軍

#### カスバル・ベイリー
テキサスコロニーで遊牧民的生活を送っていた17歳の少年。ジオンを憎悪し、アムロ・レイに頼んでホワイトベースの乗組員となる。MSで出撃したこともあるようだが、機種は不明。ア・バオア・クー戦で戦死する。

#### ハムスキー
提督。ルナツー司令官。ホワイトベースに対し、ルナツー近辺の隕石群集積エリアに潜み、空母ドロスを撃てと密命を下す。

### ジオン公国軍

#### ゴラ
ギレン・ザビ直属のニュータイプ。ギレン曰く、「戦闘員ではなく指揮者たる男」。シャア・アズナブルがキャスバル・レム・ダイクンであることを初対面で看破する洞察力を有する。同じニュータイプ部隊のダルダンが乗機ゲルググを扱い切っていないと見、移乗せんとするもガンダムの攻撃でゲルググを失う。ソーラ・レイ作戦時にジオングを駆ってガンダムと再戦、撃墜される。
- 主な搭乗機は、ゲルググ、ジオング。

#### ジン・ライム
シャア大佐の部下でドワッジ操縦士。階級は曹長。テキサスコロニーでシャアが乗機ギャンを撃破された際、彼の防戦によってシャアは脱出に成功した。
- 主な搭乗機は、ドワッジ。

#### タブロー
ギレン・ザビの勅命により、和平のためホワイトベースを訪れたデギン・ソド・ザビ公王をMSキケロガ部隊で襲撃、絶命させるが、自らもアムロらに討たれる。
- 主な搭乗機は、キケロガ。

#### ダル
グラナダのキシリア・ザビ少将配下の偵察隊長。「勇将」の異名をとり、MSガッシャを駆って「山越えハンマー」攻撃でホワイトベースを翻弄するが、アムロ・レイに敗れる。
- 主な搭乗機は、ガッシャ。

#### ダルダン
キシリア少将のニュータイプ部隊からギレンに召喚された男。シャリア・ブルよりは能力はかなり落ちる。ゲルググを駆って木星船団護衛の任につくが、ガンダムに撃墜される。
- 主な搭乗機は、ゲルググ。

#### トア・ダイクン
ジオン・ズム・ダイクン夫人。デギン曰く、話し方が成長したアルテイシアとそっくりだとのこと。
『THE ORIGIN』ではアストライア・トア・ダイクンという名前で登場。詳細は「機動戦士ガンダム THE ORIGIN#アストライア・トア・ダイクン」を参照。

#### パッカデリア
シャリア・ブル大尉の元部下であり、シャア・アズナブル大佐の配下に転任したニュータイプの少年。半エスパーと認識されており、MSガルバルディを駆る。ララァ・スンとアムロ・レイの接触の場に居合わせ、その交歓の危険さを察知してアムロを撃とうとし、返り討ちに遭う。
- 主な搭乗機は、ガルバルディ。